# Quỷ Tasmania
Quỷ Tasmania (danh pháp khoa học: Sarcophilus harrisii) là một loài thú có túi ăn thịt của họ Dasyuridae, chủ yếu được tìm thấy trong tự nhiên tại đảo Úc Tasmania. Quỷ Tasmania có kích thước của một con chó nhỏ. Hiện tại chúng đã trở thành loài thú có túi ăn thịt lớn nhất trên thế giới sau sự tuyệt chủng của loài Chó sói Tasmania vào năm 1936.
Năm 1941, quỷ Tasmania chính thức được bảo vệ. Kể từ cuối những năm 1990, bệnh khối u trên mặt quỷ Tasmania đã làm giảm đáng kể số lượng quần thể và hiện đang đe dọa sự tồn tại của loài này, loài được tuyên bố là có nguy cơ tuyệt chủng vào năm 2008. Bắt đầu từ năm 2013, quỷ Tasmania một lần nữa được gửi đến các sở thú trên khắp thế giới như một phần của Chương trình cứu quỷ Tasmania của chính phủ Úc. quỷ Tasmania là một biểu tượng mang tính biểu tượng của Tasmania và nhiều tổ chức, nhóm và sản phẩm liên quan đến tiểu bang sử dụng con vật trong biểu trưng của họ. Loài này được coi là một điểm thu hút khách du lịch quan trọng đến Tasmania và đã thu hút sự chú ý trên toàn thế giới thông qua nhân vật Looney Tunes cùng tên.

## Đặc điểm
Quỷ Tasmania có cơ thể gọn gàng và chắc nịch với nhiều cơ bắp, lông đen, có mùi cay nồng, tiếng rít rất lớn và đáng sợ. Chúng là loài thú có khứu giác nhạy cảm và cũng loài săn mồi rất hung dữ. Chúng có cái đầu khá giống loài chuột, nhưng hàm răng sắc nhọn lại là của chó sói. Chân trước thường dài hơn so với chân sau. Bộ lông thường có màu đen với một mảng trắng bất thường trên ngực.
Con đực quỷ Tasmania thường lớn hơn con cái với chiều dài cơ thể khoảng 65 cm, đuôi dài chừng 25 cm và trọng lượng rung bình khoảng 8 kg. Quỷ Tasmania có một cái đầu lớn, khớp cổ linh hoạt cho phép chúng tạo ra những vết cắt chí mạng khi săn mồi.
Chúng ăn thịt bất kỳ loài động vật có vú nào mà chúng có thể săn đuổi và giết chết được, kể cả vật nuôi và gia súc. Loài này thường hoạt động đơn độc và thường xuất hiện vào ban ngày ở những thời điểm không quá nóng. Quỷ Tasmania nổi tiếng với sự hung dữ của mình cũng như là tốc độ và độ bền đáng ngạc nhiên khi đi săn. Chúng cũng có khả năng trèo cây và bơi lội rất tốt.
Những con cái có kích thước khoảng 57 cm chiều dài, đuôi chừng 24 cm và trọng lượng trung bình khoảng 6 kg. Quỷ Tasmania là loài đặc hữu của khu vực đảo Tasmania thuộc Úc. Thức ăn của chúng chủ yếu là thịt những loài động vật có vú nhỏ, bò sát, côn trùng... Đôi khi cũng có thể tấn công những loài vật lớn hay gia súc.

## Phân loại
Tin rằng nó là một loài thú có túi opossum, nhà tự nhiên học George Harris đã viết trong ấn phẩm xuất bản năm 1807 mô tả quỷ Tasmania là Didelphis ursina, do đặc điểm như gấu với tai tròn. Trước đó ông đã thực hiện một bài thuyết trình về chủ đề này tại Hiệp hội động vật London.
Tuy nhiên, danh pháp khoa học đó đã được trao cho loài đại thử thông thường (sau đó phân loại lại là Vombatus ursinus) bởi George Shaw vào năm 1800, và do đó không có. Năm 1838, một mẫu vật được tên là Dasyurus laniarius bởi Richard Owen, nhưng đến 1877, ông đã đưa nó vào Sarcophilus. Danh pháp hiện nay của quỷ Tasmania đã được đặt tên là Sarcophilus harrisii "Kẻ yêu thịt Harris" bởi nhà tự nhiên học người Pháp Pierre Boitard năm 1841. Một sửa đổi sau đó phân loại loài quỷ này, được xuất bản vào năm 1987, đã cố gắng để thay đổi các tên loài thành Sarcophilus laniarius dựa trên đại lục hồ sơ hóa thạch chỉ có một vài loài động vật.
Tuy nhiên, điều này đã không được chấp nhận bởi cộng đồng phân loại lớn;. tên S. harrisii đã được giữ lại và S. laniarius xuống hạng một loài hóa thạch "Beelzebub pup" là một tên tiếng mẹ bởi các nhà thám hiểm Tasmania, tham chiếu đến một vị thần tôn giáo một hoàng tử của địa ngục và một trợ lý của Satan; các nhà thám hiểm lần đầu tiên gặp phải những động vật bằng cách nghe tiếng kêu sâu rộng của nó vào ban đêm tên được sử dụng trong thế kỷ 19 là Sarcophilus satanicus ("Kẻ yêu thịt Satanic") và Diabolus ursinus ("quỷ gấu"), tất cả đều do quan niệm sai lầm từ đầu vì đây là loài gấu.

## Tình trạng bảo tồn

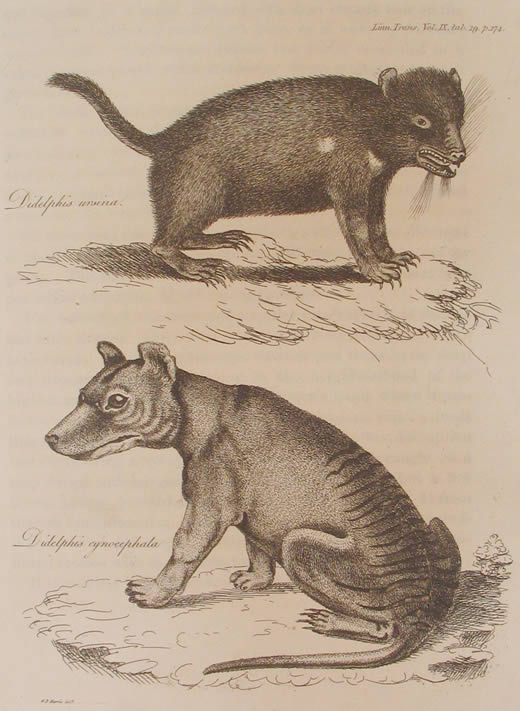
Một bức vẽ đen trắng vẽ quỷ, ở nửa trên của bức tranh, hướng về bên phải, và một con chó sói túi ở nửa dưới, quay mặt sang trái. Cả hai đều được thể hiện trong hồ sơ và được mô tả trên thảm cỏ hoặc thảm thực vật khác.

Nguyên nhân khiến quỷ biến mất khỏi đất liền vẫn chưa rõ ràng, nhưng sự suy giảm của chúng dường như trùng hợp với sự thay đổi đột ngột của khí hậu và sự bành trướng trên khắp lục địa của người Úc bản địa và chó dingo. Tuy nhiên, cho dù đó là sự săn bắt trực tiếp của con người, sự cạnh tranh với loài dingoes, những thay đổi do dân số ngày càng tăng của loài người, những người mà 3000 năm trước đã sử dụng tất cả các loại môi trường sống trên khắp lục địa, hay sự kết hợp của cả ba, thì vẫn chưa được biết; quỷ Tasmania đã cùng tồn tại với những con chó dingo trên đất liền trong khoảng 3000 năm. Brown cũng đã đề xuất rằng Dao động phương Nam-El Niño phát triển mạnh hơn trong thế Holocene, và rằng quỷ Tasmania, với tư cách là loài ăn xác thối với tuổi thọ ngắn ngủi, rất nhạy cảm với hiện tượng này.. Tại Tasmania không có chó dingo, thú có túi ăn thịt vẫn còn hoạt động khi người châu Âu đến. Việc tiêu diệt thylacine sau khi người châu Âu đến đã được nhiều người biết đến, nhưng quỷ Tasmania cũng bị đe dọa.
Sự phá vỡ môi trường sống có thể làm lộ ra những hang mà quỷ Tasmania nuôi con nhỏ. Điều này làm tăng tỷ lệ tử vong, khi con mẹ rời khỏi hang động với những con non bám chặt vào lưng, khiến chúng dễ bị tổn thương hơn. Bệnh unng thư nói chung là nguyên nhân gây tử vong phổ biến ở quỷ Tasmania. Vào năm 2008, các hóa chất chống cháy gây ung thư có khả năng cao đã được tìm thấy ở quỷ Tasmania. Kết quả sơ bộ của các xét nghiệm do chính phủ Tasmania yêu cầu đối với các hóa chất được tìm thấy trong mô mỡ của 16 con quỷ Tasmania đã cho thấy mức độ cao của hexabromobiphenyl (BB153) và mức độ "cao hợp lý" của decabromodiphenyl ether (BDE209).  Lời kêu gọi Cứu Quỷ Tasmania là tổ chức gây quỹ chính thức cho Chương trình Cứu Quỷ Tasmania. Ưu tiên hàng đầu là đảm bảo sự sống sót của quỷ Tasmania trong tự nhiên.

### Suy giảm số lượng
Ít nhất hai lần suy giảm số lượng lớn, có thể do dịch bệnh, đã xảy ra trong lịch sử được ghi lại: vào năm 1909 và 1950. The devil was also reported as scarce in the 1850s. Rất khó để ước tính quy mô của quần thể quỷ Tasmania. Vào giữa những năm 1990, dân số ước tính khoảng 130.000–150.000 cá thể, nhưng điều này có thể đã được đánh giá quá cao. Số lượng quỷ Tasmania đã được tính toán vào năm 2008 bởi Bộ Công nghiệp Cơ bản và Nước của Tasmania là nằm trong khoảng 10.000 đến 100.000 cá thể, với khả năng có khoảng 20.000 đến 50.000 cá thể truỏng thành. Các chuyên gia ước tính rằng loài quỷ Tasmania đã giảm hơn 80% số lượng kể từ giữa những năm 1990 và chỉ còn khoảng 10.000–15.000 con trong tự nhiên tính đến năm 2008.
Loài này được liệt kê là dễ bị tổn thương theo Đạo luật Tasmania Đạo luật bảo vệ các loài bị đe dọa năm 1995 vào năm 2005 và Đạo luật bảo tồn đa dạng sinh học và bảo vệ môi trường của Úc năm 1999 vào năm 2006, có nghĩa là loài này có nguy cơ tuyệt chủng trong "trung hạn".IUCN đã phân loại quỷ Tasmania vào danh mục ít rủi ro/ít quan tâm vào năm 1996, nhưng vào năm 2009, họ đã phân loại lại loài này là có nguy cơ tuyệt chủng. Những nơi trú ẩn thích hợp cho động vật hoang dã như Vườn quốc gia sông Savage ở Tây Bắc Tasmania mang lại hy vọng cho sự sống sót của chúng.

### Bệnh khối u trên mặt quỷ Tasmania

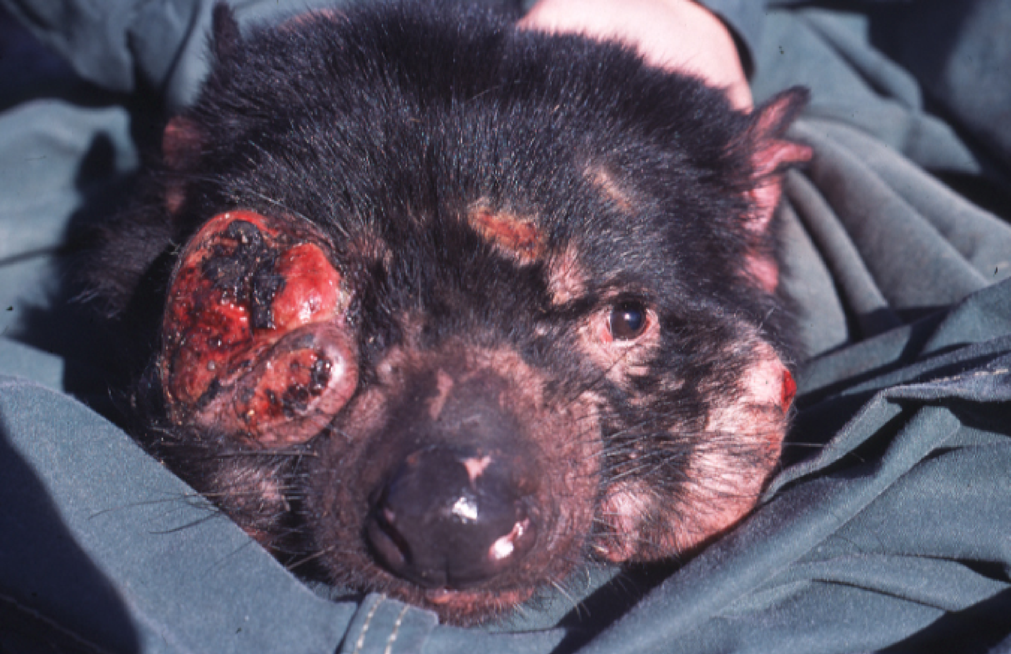
Bệnh khối u trên mặt quỷ khiến các khối u hình thành trong và xung quanh miệng, cản trở việc ăn uống và cuối cùng dẫn đến cái chết vì đói

Được nhìn thấy lần đầu tiên vào năm 1996 tại núi William ở đông bắc Tasmania, bệnh khối u trên mặt quỷ đã tàn phá những con quỷ hoang dã của Tasmania và ước tính mức độ ảnh hưởng từ 20% đến 80% dân số quỷ, với hơn 65% của bang bị ảnh hưởng. Khu vực bờ biển phía tây của bang và xa về phía tây bắc là những nơi duy nhất không có khối u ác quỷ. Những con quỷ Tasmania riêng lẻ chết trong vòng vài tháng sau khi bị nhiễm bệnh. Căn bệnh này là một ví dụ về bệnh ung thư lây truyền, có nghĩa là nó dễ lây lan và truyền từ động vật này sang động vật khác. Khối u này có thể di chuyển giữa các vật chủ mà không gây ra phản ứng từ hệ thống miễn dịch của vật chủ. Những con quỷ Tasmania thống trị tham gia vào hành vi cắn nhiều hơn sẽ dễ bị nhiễm bệnh hơn.